# Pau Escalé i Morales
Pau Escalé i Morales   (Vic, 8 d'octubre de 1979 - Gavarnia, 10 de març de 2012) fou un alpinista català especialitzat en l'escalada en gel.

## Biografia
Pau Escalé fou in esportista que destacar en el món de l'escalada hivernal d'alt nivell, havent escalat vies en parets de gel de grau 6 i 7 tant al Pirineu com als Alps i participat en l'obertura i repetició de vies d'escalada en seracs. La seva activitat esportiva va ser reconeguda per la Comissió d'Alt Nivell i Expedicions de la Federació d'Entitats Excursionistes de Catalunya els anys 2010 i 2011 per la seva dificultat tècnica i exposició. Escalé sempre va saber combinar la seva passió per l'escalada en gel amb la feina entre setmana en una empresa pròpia de treballs verticals i va estar vinculat al Grup Excursionista Manlleu.
Pau Escalé va morir quan escalava la cascada de gel de La Dama del Circ al Circ de Gavarnia a la cara nord del Pirineu. Escalé va patir un accident quan la columna de glaç per on pujava es va trencar i va caure al buit. Anava acompanyat de dos amics que van patir ferides lleus i diverses contusions.
Durant els mesos de gener i febrer de 2012, Escalé va treballar en la preparació d'un documental sobre la seva vida i la seva passió per l'escalada extrema. En aquest film, Pau Escalé: Go to Parad-Ice, l'esportista català explica les seves activitats, les seves motivacions i els seus pensaments.